# 納內村
納內村（日语：〔〕／ Osamunai mura */?）是過去位於北海道空知支廳的一個村。已於1963年5月1日與深川町、一已村、音江村合併為深川市，過去的轄區位於現在深川市的東側區域。
名稱源自阿伊努語「o-sar-un-nay」，代表下游有蘆葦叢的河川。

## 歷史
- 1920年6月1日：納內村從一已村分割獨立設置為北海道二級村。[2]
- 1963年5月1日：深川町、一已村、納內村和空知郡音江村合併為深川市。